# Altyn

Altyn aus dem Jahr 1711, Zar Peter der Große

Altyn, auch Altynnik, (russisch алтын(ъ)) war anfangs eine Rechnungseinheit für sechs Denga bzw. drei Kopeken, später eine Bezeichnung für die russische 3-Kopeken-Münze, anfangs aus Silber bzw. Billon, später aus Kupfer bzw. einer Bronzelegierung. Der Name stammt ursprünglich aus der tatarischen Sprache und bedeutet Gold.